# F6U (航空機)

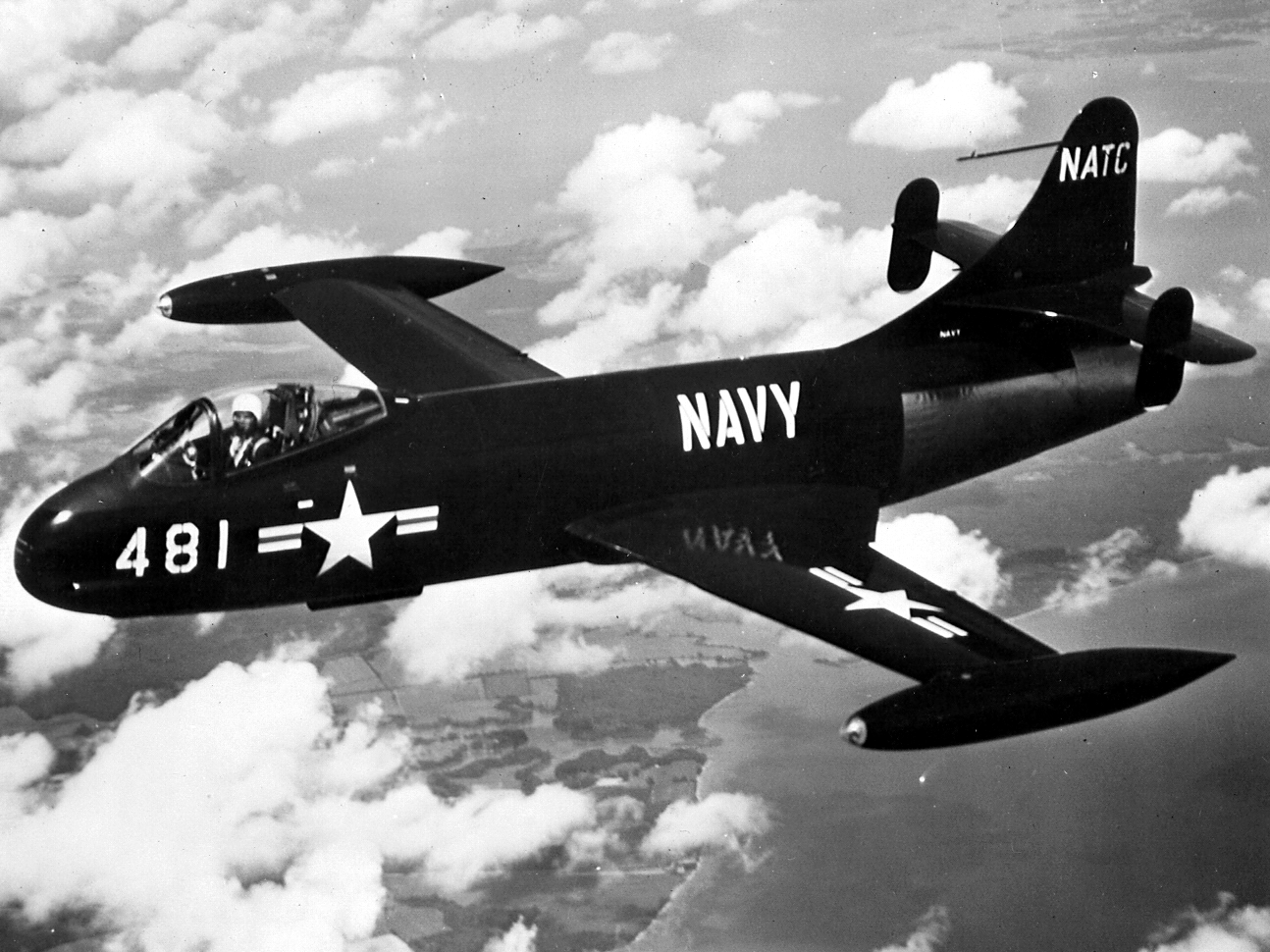
F6U

F6Uはアメリカ海軍向けに製造されたジェット艦上戦闘機。ヴォート社が製造した初のジェット戦闘機になる。愛称はパイレート (Pirate) 。アメリカ製ジェット戦闘機として初めてアフターバーナーを搭載した機体であり、1946年10月2日に初飛行したが、低性能であったために30機前後しか生産されなかった。

## 概要
ヴォート社は第二次世界大戦中の1944年12月29日に、アメリカ海軍よりジェット戦闘機XF6U-1の試作の発注を受けた。直ちに開発が実行され、試作機は1946年10月2日に初飛行した。量産型F6U-1は、1947年2月5日に30機発注されている。
F6Uは葉巻型の胴体に、直線翼の主翼を低翼配置にしており、インテークは主翼付け根にあるというオーソドックスな機体形状であった。武装は機首に機銃4門を搭載している。また、主翼端には増槽を取り付けることもできた。試作機は3機が製造され、エンジンはウエスチングハウスJ34-WE-22を搭載していたが、量産機ではアフターバーナー付のJ34-WE-30に換装されている。ただし、このエンジンのアフターバーナーは、使用の前に30秒間の予熱が必要であったため、実用性は非常に低かった。量産時にはXF5Uでも使われた、樹脂を挟んだバルサ材をハニカム構造とし外部にアルミ板を張った素材「メタライト（Metalite）」により軽量化した他、水平尾翼の先端に垂直の安定フィンが追加された。
量産機は1949年3月5日に初飛行したが、F9Fが高性能を示していたことや、レシプロ機よりも大幅な性能向上をしていなかったことにより、実戦部隊には配備されず、実験部隊のVX-3と海軍飛行試験センターで用いられたのみである。30機全機合わせての飛行時間も945時間に過ぎない。
なお、1機が機首にカメラを搭載し、偵察型F6U-1Pに改造されたが、採用には至らなかった。

## 要目 (F6U-1)
- 全長: 10.0m
- 全幅: 9.19m
- 全高: 3.58m
- 最大速度: 861km/h
- 航続距離: 1,260km

F6U 三面図

- エンジン: ウエスチングハウスJ34-WE-30ターボジェット 1基 （推力 1,860kg）
- 武装: 20mm機銃 4門

## 派生型
- XF6U-1: 試作機。3機製造。
- F6U-1: 量産機。30機製造。
- F6U-1P: 偵察型。1機改造。